# عبد الكريم الجهيمان
عبد الكريم بن عبد العزيز الجهيمان، (1330 هـ / 1912 - 7 محرم 1433 هـ / 1 ديسمبر 2011)، صحفي وأديب وباحث وشاعر وناقد ومثقف سعودي، يعد من أوائل المهتمين بتدوين التراث الشعبي في المملكة العربية السعودية بإصدار كتاب (الأمثال الشعبية في قلب جزيرة العرب) عام 1963.

## اسمه وكنيته
عبد الكريم بن عبد العزيز الجهيمان، ويكنى بأبي سهيل، ويعود نسبه إلى قبيلة بني تميم. أصل لقبه الجهيمان، نسبة إلى جده الذي كان يجهم إلى عمله، أي: يسعى إليه في أوقات متأخرة من الليل، وصُغِّر اللقب من جهمان إلى جهيمان.

## مولده
ولد عام 1333هـ في قرية غسلة بإقليم الوشم، وكان بالجوار من قرية غسلة قرية أخرى تسمى الوقف، ويطلق على القريتين معًا القرائن، وكانت والدته من الوقف، ووالده من غسلة.

## تعليمه

### في قريته
التحق بالكتّاب عندما بلغ السادسة من عمره، وتعلم مبادئ القراءة والكتابة على يد إمام المسجد الذي تولّى التعليم آنذاك. وعندما أصبح الجهيمان فتًى يافعًا، ختم القرآن الكريم نظرًا، وحفظ بعض السور غيبًا، وكان يكتب بخط جميل، مقارنةً بخطوط لداته. انتقل إلى الحجاز، وأكمل تعليمه على مشايخ الحرم المكي، ثم التحق بعدها بالمعهد العلمي السعودي في مكة.

### الحجاز
انتقل إلى الحجاز، وأكمل تعليمه على مشايخ الحرم المكي، ثم التحق بعدها بالمعهد العلمي السعودي في مكة.

## في الرياض
ارتحل إلى الرياض وبقي فيها مدة عام، وكان مرافقًا لوالده الذي كان يطلب الرزق، بينما كان الجهيمان يطلب العلم برفقة ابن عمه إبراهيم، وقرأ الجهيمان النحو على يد الشيخ محمد بن إبراهيم وقرأ بعض مبادئ الفرائض على يد الشيخ عبد اللطيف بن إبراهيم.

## في مكة المكرمة
فكر عبد الكريم وابن عمه أن يشدا الرحال إلى مكة المكرمة من أجل تلقي العلم على يد مشايخ الحرم، وبعد وصولهما إلى مكة المكرمة وهما صفر اليدين أمام حاجة الدراسة إلى النفقة وحاجتهما إلى سكن؛ لذا التحق الجهيمان بالهجانة بينما التحق ابن عمه بهيئة الأمر بالمعروف والنهي عن المنكر، وتمكنا من الجمع بين العمل وطلب العلم.
وبعد مضي عام على وصولهما أنشئ المعهد العلمي السعودي في مكة المكرمة، ونظرًا لأن المعهد كان في بداياته وكان الإقبال عليه قليلاً أمر الملك عبدالعزيز الشيخ محمد بن إبراهيم بأن يختار بعض الشباب النجديين للدراسة فيه، وكان ممن وقع عليه الاختيار الجهيمان وابن عمه. وقد كفلت لهما الدولة السكن والإعاشة ونفقات الأدوات المدرسية. وبعد ثلاث سنوات تخرج الجهيمان من المعهد ونال الشهادة، وكان ذلك عام 1351هـ.

## محطات من حياته العملية
- في سنة تخرجه نفسها من المعهد العلمي، عمل الجهيمان مرافقًا مدة عام، مع الشيخ محمد بن عثمان الشاوي قاضي تربة.
- عمل معلمًا في مدرسة المعلى بمكة المكرمة عام 1353هـ، ثم معلمًا في مدرسة الفيصلية بالشبيكة بمكة المكرمة وكان من طلابه سمو الأمير عبد الله الفيصل وعبد الله الجفالي وغيرهما، ثم عمل معلمًا في المعهد العلمي السعودي ومدرسة تحضير البعثات.
- مديرًا لمدرسة الخرج التي أسسها الوزير عبد الله السليمان عام 1362هـ وساعده الأستاذ إبراهيم السكيت الذي خلفه في إدارة المدرسة بعد أن انتقل الجهيمان إلى الرياض لتدريس أنجال الملك سعود بطلب من الملك.
- قام بتدريس أبناء الأمير عبد الله بن عبد الرحمن آل سعود، ورافق الأمير يزيد بن عبد الله مدة عامين عند زيارته لدول عدة ومنها: مصر ولبنان وفرنسا وهولندا وإيطاليا.
- نشر العديد من المقالات والقصائد أثناء وجوده في مكة المكرمة في صحف المنطقة الغربية.
- انتقل إلى المنطقة الشرقية في عام 1373هـ/1952م وأسس مع عبد الله الملحوق أول جريدة هناك وهي: (أخبار الظهران) وذلك عام 1374هـ، وتولّى رئاسة تحريرها إلى جانب إدارة مطابع الخط، ثم عاد إلى الرياض قادمًا من المنطقة الشرقية وعمل مفتشًا في وزارة المعارف عام 1377هـ، وأسس مع بعض المسؤولين مجلة (المعرفة)، ثم انتقل إلى وزارة المالية بطلب من وزيرها وأصدر مجلة المالية والاقتصاد الوطني، إلى جانب استمراره في الكتابة في جريدتي اليمامة والقصيم وغيرهما.[10]
- ألّف العديد من المقررات الدراسية بمفرده أو بمشاركة مع الأستاذ عمر عبد الجبار، فألّف في الفقه والحديث والمطالعة والتهذيب وغيرها وذلك عندما كان في الحجاز وقبل قدومه للخرج.[11]

## التوجه الفكري
كان يتمتع عبد الكريم الجهيمان بفكر متقدم على واقعه، حسب ما ذكر في مجلة "القافلة" الثقافية، إلا أنه لم يكن ذا أيديولوجية أو شعارات سياسية، حيث لم يكن يساريّا أو يمينيًّا، وفقًا لصحيفة "الجزيرة" السعودية.
جعل من التعليم رسالة تنويرية" وسخّر الكتابة للتعبير عن آرائه وأفكاره، وانتقاد ما لا يعجبه، حيث كان أحد أبرز من انتقدوا الظواهر السلبية، سواء بالتعاطي مع الشأن العام، أو تمثّل قضية ما، كقضية تعليم البنات التي دافع عنها.

## التجربة الأدبية
تمتع عبد الكريم بعلامة فارقة في السعودية، حسب مجلة "القافلة" التي وصفته بأنه "كان رائدًا حقيقيًّا من رواد الصحافة، وعمودًا من أعمدة الكلمة، في الوقت الذي يقف فيه سادنًا للأساطير وحافظًا للتراث، وحاملًا لشعلة التنوير، ومدافعًا عن حرية التعبير". حيث كان له جهود ملموسة في الثقافة السعودية، وأنجز الكثير من البحوث في التراث الأدبي والاجتماعي، وأصبحت أبحاثه في مجال التراث الشعبي بنجد وشبه الجزيرة العربية مرجعًا للباحثين، من خلال موسوعتي "الأساطير الشعبية في شبه الجزيرة العربية"، و"الأمثال الشعبية" التي تتكون من عشرة أجزاء.

## اهتمامه بالتعليم
اهتم عبد الكريم الجهيمان بالتعليم من خلال تبرعاته السخية، حيث ذكر حمود البدر، وكيل جامعة الملك سعود (سابقًا)، أن عبد الكريم قدم له مبلغًا قدره 200 ألف ريال، لمساعدة الطلبة الذين يعانون من ضائقة مالية، كما قدم مبلغًا قدره 300 ألف ريال لمركز الأبحاث بالجامعة. كما قدم مبلغًا قدره 200 ألف ريال لجمعية أصدقاء المرضى، و300 ألف لجمعية الأطفال المعوقين. أيضًا، قدّم مبلغًا قدره مليون ريال في تأسيس "مركز المسنين"، قبل أن يتغير اسمه إلى مركز الأمير سلمان الاجتماعي. وتبرع بمليون ونصف المليون ريال، لبناء مدرسة في السهباء بالخرج، وسميت المدرسة باسمه.

## اهتمامه بالرحلات
إلى جانب اهتمام الجهيمان بالأمثال والأساطير الشعبية، اهتم بالرحلات وألّف فيهما، وله كتابان هما: دورة مع الشمس، سجل ملاحظاته ومشاهداته في رحلة، بدأت من الرياض عن طريق الغرب، وانتهت في الرياض عن طريق الشرق. ويقول في مقدمته: "والأسفار والرحلات لها محاسن ولها مساوئ، ولكن محاسنها أكثر من مساوئها لمن أحسن التصرف... فالسفر يدعو إلى التفكير والتدبر، واكتساب العلم والمعرفة، والإحاطة بكثير من الأمور التي لا يعرفها المقيمون في ديارهم".
أما كتابه الثاني في الرحلات فهو (ذكريات باريس).

## دورة مع الشمس
كان عبد الكريم محبًا للسفر، فقد قام برحلة إلى أوروبا، زار فيها بلدانًا كثيرةً، من ضمنها فرنسا وبلجيكا وهولندا وسويسرا وإيطاليا. وقد أعجب بمدينة باريس، حيث عبّر عن ذلك في كتابه "من ذكريات باريس". وقام برحلة أخرى سجلها في كتابه الثاني "دورة مع الشمس"، حيث انطلق من العاصمة السعودية الرياض إلى أمريكا مرورًا بلندن. وزار ولاياتٍ عديدةً في أمريكا. كما أنه زار معظم البلدان العربية، فقد انطلق بسيارة من العاصمة المصرية القاهرة، حتى وصل المغرب، وتحديدًا مدينة طنجة مارًّا بليبيا وتونس والجزائر.

## مؤلفاته
- (أساطير شعبية من قلب جزيرة العرب) هو أشهر مؤلفات الجهيمان، صدر في خمسة مجلدات بدأ صدورها عام 1967.[14] وقد حولت بعض حكايات الكتاب إلى مسلسل تلفزيوني اسمه (أساطير شعبية) من بطولة ناصر القصبي وعبد الله السدحان ونخبة من الفنانين عام 2000.
- (الأمثال الشعبية في قلب جزيرة العرب) صدر في عشرة مجلدات بدأ صدورها عام 1963.[15]
- (آراء فرد من الشعب) صدر عام 1961. وتضمن الكتاب مقالات نشرها المؤلف في صحيفة القصيم في فترة من 1379 إلى 1381هـ.[16]
- (دخان بلا لهب) صدر عام 1961. وتضمن مجموعة من المقالات نشرها المؤلف في صحيفة صوت الظهران التي كانت تصدر في الدمام.
- (أين الطريق) جمع فيه مقالاته المنشورة في صحيفة اليمامة، وصدر عام 1961.
- (أحاديث وأحداث) صدر عام 1987.[17]
- (دورة مع الشمس) وهو كتاب في أدب الرحلات صدر عام 1980 عن الجمعية العربية السعودية للثقافة والفنون.
- (خفقات قلب) ديوان شعر عربي صدر عام 2001.
- (ذكريات باريس) صدر عن نادي الرياض الأدبي عام 1980.
- (رسائل لها تاريخ) صدر عام 1997.[18]
- (مذكرات وذكريات من حياتي) صدر عام 1995.[19]

## اهتمامه بثقافة الطفل
اهتم الجهيمان اهتمامًا بالغًا بثقافة الطفل، لذا، قام بتأسيس مكتبتين للطفل، عنيت إصداراتهما بالطفل السعودي والعربي، وقد كانت عبارة عن قصص:

### إصدرات مكتبة أشبال العرب
- ابن الملك وأصحابه
- الصائغ والسائح
- الحمامة المطوقة
- الناسك والقصة
- الطاووس وابن آدم
- البوم والغربان
- ولد الغني الذي افتقر
- كسرى ولغة الطير
- الوصية العجيبة
- الجن تحاكم أنسيًا[20]

### إصدرات مكتبة الطفل في الجزيرة العربية
- الرفيق الخائن
- القطاة الساحرة
- الغول ذو سبعة الرؤوس
- الحطاب والكنز
- عايشة وأم عايشة
- بليبل الصباح
- شامان وعمانان ومكية
- اللقاط.. ابن اللقاط
- بنت الغول
- النبي سليمان مع الغراب[21]

## تكريم
- كُرم الجهيمان في المهرجان الوطني للتراث والثقافة ( الجنادرية) للعام السادس عشر، وقد كتب العديد من الكتّاب والأدباء والمفكرين يشيدون ويدلون بشهادات إيجابية في حق الجهيمان نظير استحقاقه للتكريم[22]
- أقامت الجمعية العربية السعودية للثقافة والفنون في الرياض في عام 2019 حفلاً لتكريم الجهيمان برعاية الأمير محمد بن عبد الرحمن بن عبد العزيز نائب أمير منطقة الرياض، وذلك ضمن الأسبوع الثقافي السنوي للجمعية «وفاء».[23]
- في عام 2006 كرمته جامعة الملك سعود بالرياض ممثلة في قسم اللغة العربية وآدابها وفي جمعية اللهجات والتراث الشعبي.[24]
- كرُمته وزارة الثقافة والإعلام في افتتاح معرض الرياض الدولي للكتاب عام 2008 ضمن رواد صحافة الأفراد الذين أسهموا بقدر وافر في إثراء الحركة الأدبية والصحافية بجهودهم.[25]

## مؤلفات صدرت عنه
صدر عن الجهيمان وعن أعماله ومؤلفاته كثير من الإصدرات من بينها:
- (سادن الأساطير والأمثال عبد الكريم الجهيمان: قرن من العطاء) للباحث محمد القشعمي.[26]
- (تداعي الواقع في الحكايات: عبد الكريم الجهيمان نموذجاً) للباحث عبد الله محمد العبد المحسن.[27]
- (الأديب عبد الكريم الجهيمان: عطاء لا ينضب) للباحث محمد القشعمي.[28]
- (عبد الكريم الجهيمان: أصداء الرحيل) صدر عن مركز حمد الجاسر الثقافي.[29]
- (عبد الكريم الجهيمان: رحلة العمر والفكر) للباحث محمد القشعمي.[30]
- (الفكر التربوي عند عبد الكريم الجهيمان) والكتاب عبارة عن رسالة ماجستير للباحثة منيرة الحربي.[31]

## مختارات من شعره
- من شعره في مناجاة نخلة منها هذه الأبيات

## وفاته
توفي عبد الكريم الجهيمان (أبو سهيل) في السادس من شهر محرم لعام 1433 هـ الموافق للأول من ديسمبر (كانون الأول) من عام 2011 عن عمر يقارب 100 عام.

## وصلات خارجية
- موقع عبد الكريم الجهيمان
- محمد العرفج: الجهيمان أبدع مثلما فعل الأخوان غريم ونجح بخلاف توفيق الحكيم